# Mark Hanna
Mark Hanna, właśc. Marcus Alonzo Hanna (ur. 24 sierpnia 1837 w Lisbon, zm. 15 lutego 1904 w Waszyngtonie) – amerykański polityk.

## Biografia
Urodził się 24 sierpnia 1837 roku w Lisbon. W 1852 roku jego rodzina przeniosła się do Cleveland, gdzie Hanna uczęszczał do szkół. Był właścicielem przedsiębiorstwa opartego na przemyśle węgla i żelaza w Cleveland. Będąc przekonanym, że dobrobyt biznesu jest uzależniony od sukcesu Partii Republikańskiej w polityce, na początku lat 80. XIX wieku rozpoczął finansowanie kandydatów tej formacji w wyborach. Na początku lat 90. zaczął gorąco popierać Williama McKinleya, z powodu jego poparcia dla protekcjonistycznych taryf celnych. Finansował jego kampanię przed wyborami na gubernatora Ohio, a następnie w wyborach prezydenckich w 1896 roku. Jeszcze przed konwencją republikanów Hanna przeznaczył 100 tysięcy dolarów na wydatki, a przed wyborami powszechnymi wydał ponad 3,5 miliona dolarów, finansując kampanię McKinleya. Po zwycięstwie wyborczym nowy prezydent odwdzięczył się Hannie – powołał senatora Johna Shermana na stanowisko sekretarza stanu, co utworzyło wakat w izbie wyższej. Hanna wygrał wybory uzupełniające i zasiadał w Senacie od 1897 roku do śmierci. Zmarł 15 lutego 1904 roku w Waszyngtonie.
Jego córką była Ruth McCormick.